# Rozswhisky

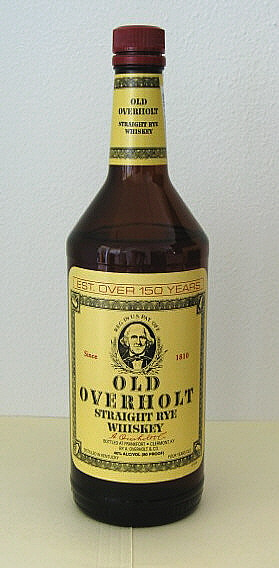
Amerikai rozswhisky

A rozswhisky (angolul rye whisky vagy rye whiskey) kétféle whiskyt jelenthet: 
1. amerikai rozswhisky,[m 1] amely legalább 51% rozstartalmú gabonacefréből készül.
2. kanadai whisky, melyet történelmi okokból gyakran rozswhiskynek neveznek attól függetlenül, hogy milyen arányban tartalmaz (vagy tartalmaz-e egyáltalán) tényleges rozswhiskyt.

## Amerikai rozswhisky
Az Amerikai Egyesült Államokban a rozswhisky a törvény szerint olyan whisky, melyet legalább 51% rozst tartalmazó gabonacefréből pároltak le legfeljebb 80% alkoholtartalmúra, majd vadonatúj kiégetett tölgyfahordókban tárolták legfeljebb 62,5% alkoholtartalommal. (Egyéb tölgyfahordóban tárolva whisky distilled from rye mash, azaz „rozscefréből lepárolt whisky” néven címkézhető.) Kötelező érlelési ideje nincs, de két év érlelés után straight rye whisky-ként hozható forgalomba, ha nem tartalmaz különböző államokban készült rozswhiskyket. (Az Európai Unióban csak három év érlelés után lehet whiskyként forgalmazni.) A cefre fennmaradó része általában kukorica és árpamaláta.
A rozswhisky az északkeleti államok (főleg Pennsylvania és Maryland) legjellemzőbb whiskyje volt. A késő 18. és a kora 19. században Pittsburgh állt a rozswhiskyfőzés központjában. 1808-ban Allegheny megye lakosságára már fejenként fél hordó eladott rozswhisky jutott. A szesztilalom idején nagyrészt eltűnt ez a whiskyfajta. Csak néhány márka vészelte át ezt az időszakot, például az Old Overholt, de az 1960-as évekre már ezt és más régi pennsylvaniai rozswhiskyket is csak Kentuckyban gyártottak. Ma többek közt a Heaven Hill, a Sazerac Company, a Jim Beam, a Wild Turkey és a Bulleit is gyárt rozswhiskyt. Az amerikai rozswhisky lassú reneszánszát éli. A Jack Daniel's is megkezdte a rozswhisky gyártását, melynek érleletlen és alig érlelt változataiból korlátozott kiadásokat hozott forgalomba. A 21. században létrejött amerikai szeszfőzdék közül soknál kísérleteznek rozswhiskyvel, illetve közülük többen is forgalomba hoztak új rozswhiskyket.

### Különbségek a rozs- és bourbon whisky között
A rozswhiskyt ugyanúgy érlelik, mint a bourbon whiskyt, és gyakran a cefréje is ugyanazon gabonák (rozs, kukorica és árpamaláta) keveréke, mint a tipikus bourboné, ám jóval nagyobb arányban tartalmaz rozst. A rozs jellegzetes, általában fűszeresnek vagy gyümölcsösnek nevezett ízt kölcsönöz a whiskynek. A bourbont legalább 51% kukoricából párolják le, általában édesebb és testesebb a rozswhiskynél. Határozott íze miatt az amerikai rozswhiskyt időnként az islay-i malátawhiskyk amerikai megfelelőjének nevezik. Amikor a múltban a bourbon whisky egyre népszerűbb lett a déli államokon túl is, a bartenderek egyre inkább áttértek rá olyan, hagyományosan rozswhiskyks koktéloknál, mint a whiskey sour, a manhattan és az old fashioned. Ha a koktél minden másban azonos, akkor rozswhiskyvel szárazabb lesz a karaktere.
Annak ellenére, hogy a rozswhisky cefréjének legalább 51% rozst kell tartalmaznia, a kukorica jelentősen jobb szeszkihozatala miatt a rozswhiskynél is előfordul, hogy nagyobb arányban tartalmaz kukoricából, mint rozsból erjedt alkoholt.

## Kanadai rozswhisky
A kanadai whiskyt gyakran rozswhiskynek nevezik, mert bár a gyártásakor kevés rozst használnak, hagyományosan a rozs jellemzi az ízét. A kanadai whiskyt a helyi köznyelvben gyakran egyszerűen rye-nak nevezik. Kanadában a helyi whisky törvényes nevei a Canadian whisky, a rye whisky, illetve a Canadian rye whisky, melyeket szabadon lehet használni attól függetlenül, hogy a whisky tartalmaz-e rozspárlatot, amíg az ital „rendelkezik azzal az aromával, ízzel és jelleggel, amit általában a kanadai whiskynek tulajdonítanak”.
A kanadai telepesek kezdetben a bőségesen termő rozsból főztek szeszt, majd a búza széles körű meghonosításával áttértek a lágyabb, de egyben sokkal ízetlenebb búzawhiskyre. Felismerték, hogy a búzához kevés rozst adagolva finomabb lesz a whisky, így született meg a kanadai rye jellegzetes stílusa. A 19. század második felében, a finomítóoszlopok elterjedésével a whiskygyárak úgy valósítottak meg hasonló ízvilágot, hogy a finomítóoszloppal készült, közel semleges jellegű kukoricawhiskyt (amely olcsóbb a búzawhiskynél) utólag hozzákevert, kevésbé finomított rozswhiskyvel ízesítették. Az így létrejött kevert whisky máig is a legjellemzőbb kanadai whisky, de rozswhisky helyett időnként bourbon stílusú whiskyt használnak. A felhasznált kukorica aránya akár kilencszerese is lehet a rozsénak. A legtöbb kanadai whisky csak kevés rozspárlatot tartalmaz, kivéve az olyan ritka, 100%-ban rozsból készült whiskyket, mint például az Alberta Premium.
Az európai whiskyhez hasonlóan a kanadait is legalább 3 évig kell érlelni 700 liternél nem nagyobb fahordókban.

## Fordítás
- Ez a szócikk részben vagy egészben  a   Rye whiskey című angol Wikipédia-szócikk ezen változatának fordításán alapul.  Az eredeti cikk szerkesztőit annak laptörténete sorolja fel. Ez a jelzés csupán a megfogalmazás eredetét és a szerzői jogokat jelzi, nem szolgál a cikkben szereplő információk forrásmegjelöléseként.